# Jean Bourgain
Jean Bourgain   (Oostende, 28 de febrer de 1954 - Bonheiden, 22 de desembre de 2018) va ser un matemàtic belga, membre de l'Institut d'Estudis Avançats de Princeton des de 1994. Va rebre el seu doctorat a la Universitat Lliure de Brussel·les el 1977. L'any 2000 va connectar el problema de Kakeya amb l'aritmètica combinatòria.
Ha treballat en diverses àrees de l'anàlisi matemàtica com la geometria de l'espai de Banach, l'anàlisi harmònica, la combinatòria, la teoria ergòdica i les equacions en derivades parcials. Per la seva labor se li han concedit nombrosos premis, entre els quals destaquen la Medalla Fields que li va atorgar la Unió Matemàtica Internacional el 1994, el Premi Salem 1983, el Premi Shaw 2010 i el Premi Crafoord (2012), entre d'altres. També va ser un dels editors de la prestigiosa revista Annals of Mathematics.